# 일지테크
주식회사 일지테크는 대한민국의 자동차부품 기업이다.
현대자동차의 1차 협력사로 주요 제품은 자동차의 골격이 되는 차체 부품이다. 경상북도 경산1공장과 경산2공장, 기술연구소, 경주공장, 중국 베이징 현지 법인 등을 가지고 있다 2023년 미국의 자동차 차체 부품 제조 종속회사인 스마트(SMART)의 주식 300만주를 약 788억원에 추가 취득하였다. 2025년까지 경주시에 전기자동차 부품 등 자동차용 신차 차체 부품 제조 공장을 설립한다.

## 자회사
- DNP
- IJS
- KNC